# Пиргос
Вижте пояснителната страница за други значения на Пиргос.
Пиргос (на гръцки: Πύργος, в превод кула) е град в Западна Гърция, център на дем Пиргос и столица на Илия (област). Според преброяването от 2001 година градът има 34 902 жители. Името на града идва от местната кула. Пиргос се намира в западната част на Пелопонес, близо до Йонийско море.